# Cirkelring

Cirkelring

En Cirkelring är det område i ett plan som avgränsas av två olika stora koncentriska cirklar.

Cirkelringens area erhålls genom att ta differensen av den större cirkelns area och den mindre cirkelns area enligt:
{\displaystyle A=\pi R^{2}-\pi r^{2}=\pi \left(R^{2}-r^{2}\right)}
Arean kan även bestämmas med hjälp av längden av den räta linje som fås av att dra en linje, 2d, som tangerar den mindre cirkeln, från en punkt på den större cirkelns rand till en annan. Eftersom linjen 2d tangerar den mindre cirkeln bildar r, d och R sidorna i en rätvinklig triangel där Pythagoras sats kan användas för att få fram formeln:
{\displaystyle A=\pi \left(R^{2}-r^{2}\right)=\pi d^{2}}